# Pebble Beach Golf Links (jeu vidéo)
Pour l’article homonyme, voir Pebble Beach Golf Links (terrain de golf).
Pebble Beach Golf Links est un jeu vidéo de golf sorti en 1994 et fonctionne sur Mega Drive, Saturn, Super Nintendo et 3DO. Le jeu a été développé par T&E Soft et édité par Sega.
Le jeu tire son nom du parcours de golf réputé Pebble Beach Golf Links en Californie.